# Delphinium xantholeucum
Delphinium xantholeucum är en ranunkelväxtart som beskrevs av Charles Vancouver Piper. Delphinium xantholeucum ingår i släktet storriddarsporrar, och familjen ranunkelväxter. Inga underarter finns listade i Catalogue of Life.